# Grandidiera boivinii
Grandidiera es un género monotípico de plantas fanerógamas con dos especies descritas y de estas solo una aceptada. Son arbustos perteneciente a la familia de las achariáceas. Su única especie, Grandidiera boivinii, es originaria de Tanzania y Kenia.

## Descripción
Es un arbusto o pequeño árbol, que alcanza un tamaño de 2-6 (-10) m de altura.  Las láminas foliares oblanceolados a obovadas, con el ápice acuminado y agudo, a menudo un poco curvo, de 8-25 cm de largo, 3.5-5 (-7.5) cm de ancho. Las inflorescencias en racimos axilares, con pocas flores, de 0,5-2,5 cm. Pétalos ovado-elípticos, glabras, membranosos, de color blanquecino o amarillento. Fruto suborbicular, ± 1,7 cm de ancho, con ± 6 transversalmente  alas delgadas. Semillas ovoides, pequeñas.

## Taxonomía
Grandidiera boivinii fue descrita por  Hippolyte François Jaubert y publicado en Bulletin de la Société Botanique de France 13: 467. 1866